# Karneval
Karneval (カーニヴァル?, Kānibaru) — spesso reso graficamente come K∀RNEVAL — è un manga realizzato da Tōya Mikanagi e serializzato sulla rivista Monthly Comic Zero Sum dalla Ichijinsha dal 2007 al 2021. Attualmente in patria sono stati pubblicati 26 volumi. In Italia Karneval è pubblicato dalla Goen, testata di proprietà della RW Edizioni, sulla collana Velvet Collection.
Nel 2012 è stata annunciata la produzione di una serie televisiva anime, basata sul manga, la cui messa in onda è avvenuta dal 3 aprile al 26 giugno 2013. Esiste inoltre un CD drama intitolato Karneval Circus, pubblicato il 25 marzo 2010 dall'etichetta Frontier.

## Trama
Nai è alla ricerca di qualcuno importante per lui con l'unico indizio rappresentato da un braccialetto abbandonato. Gareki per tirare avanti vive di furtarelli e piccole truffe. I due si incontrano in una strana villa in cui si sono accampati, e per una serie di circostanze diventano criminali ricercati dai servizi segreti militari. Quando Nai e Gareki si trovano in una situazione disperata, vengono a conoscenza della più potente organizzazione di difesa conosciuta come "Circus".

## Personaggi

### Personaggi principali
Nai Muhinyi (无?, Nai)
Doppiato da: Hiro Shimono
È il protagonista della serie, un bambino dall'età non specificata con i capelli bianchi e gli occhi rossi. La vera identità di Nai viene rivelata più avanti nella storia: in realtà è una sorta di "animale" noto come Niji (una razza di misteriosi e rarissimi animali che vivono solo nella Foresta dei Niji), o meglio un essere umano creato con cellule umane e Niji; grazie a ciò possiede una sensibilità molto superiore sia a quella degli umani che dei Varuga, e un udito che gli permette di captare moltissime cose che agli altri sfuggono. All'inizio della storia, Nai è in cerca di Karoku, un misterioso uomo che gli ha "lasciato" un braccialetto della Circus. Imprigionato nella villa di Mine, una Varuga dall'aspetto mostruoso che l'ha catturato per nutrirsi di lui, viene "salvato" da Gareki, entrato lì per rubare, il quale pretende in cambio di avere il braccialetto di Nai.Quest'ultimo sviluppa poi un buon rapporto sia con Gareki,verso cui nutre un profondo senso di affetto dovuto alle svariate volte che egli salva Nai, sia con Yogi e Tsukumo. Durante la serie finirà, a causa della sua "innocenza" e della sua incapacità di difendersi, per essere quasi sempre di peso e dover essere protetto dagli altri.
Gareki (花礫?, Gareki)
Doppiato da: Hiroshi Kamiya
Co-protagonista, vive commettendo piccoli furti ai danni dei ricchi e dei nobili. Ha i capelli scuri e occhi grigio azzurri. La sua vita da ladro cambia quando incontra (o meglio dire, "salva") Nai; da lì in poi fra loro si instaurerà una sorta di rapporto simile a quello che c'è fra un fratello maggiore e quello minore,anche se Gareki ,nel manga,si nota che vorrebbe qualcosa di più di una semplice amicizia.
Apparentemente è scorbutico e freddo, ma in realtà ha un animo gentile, adora i bambini e odia le ingiustizie di qualunque tipo. Odia anche sentirsi debole rispetto agli altri. Il suo carattere deriva dalla sua bassa autostima e dalla sua infanzia difficile: a otto anni venne venduto dalla famiglia e caricato su una nave di schiavi, dove veniva maltrattato e privato del cibo dagli altri prigionieri in quanto piccolo e debole; poco dopo scoprì che nel cibo c'era qualcosa di strano, i prigionieri impazzirono e la nave naufragò. Gareki venne salvato da Tsubaki, una donna bellissima, e visse assieme a lei, al nonno e ai piccoli gemelli Tsubame e Yotaka. Tempo dopo, a causa di alcuni misteriosi esperimenti, Tsubaki venne crudelmente uccisa e Gareki abbandonò la "famiglia" per vivere rubando. Nonostante ciò, è ancora legato sia al nonno che ai due fratelli, che lo aspettano da anni sperando che torni. Molto abile nei lavori meccanici e nelle riparazioni di qualsiasi tipo, eccellente tiratore (la sua arma è una pistola), adopera anche degli esplosivi, anche se attualmente non è ancora in grado di scontrarsi apertamente con un Varuga o coi membri della Circus.
Ha anche un ottimo rapporto con Yogi, uno dei Circus, che tratterà però sempre freddamente e picchierà più volte nonostante gli sia affezionato.

### Circus
Associazione di difesa della città, si occupa di catturare i criminali ed eliminare i Varuga, in collaborazione con le forze di difesa "umane"; una volta risolto tutto, organizzano uno spettacolo circense per allietare la popolazione. Fino ad ora sono state mostrate due "navi" (enormi aeronavi tecnologiche), in grado di volare, che i membri della Circus usano come basi operative semoventi; e un misterioso luogo in cui i vari capi della Circus si incontrano per discutere coi cinque "anziani", i misteriosi capi dell'organizzazione che appaiono come figure luminose sul soffitto del luogo di ritrovo. Tutti i membri della Circus hanno accesso ad una tecnologia molto avanzata che permette loro sia di volare, sia di "teletrasportare" armi o oggetti a piacere quando e se necessario. A loro è collegata anche la "Torre di Ricerca", dove si svolgono ricerche e esperimenti vari. La Prima Nave è comandata da Tsukitachi, la Seconda Nave da Hirato.
Hirato (平門?, Hirato)
Doppiato da: Daisuke Ono
Capitano della Seconda Nave della Circus, ha 27 anni, veste sempre in modo elegante ed è molto abile nel suo "lavoro". Il suo sorriso può essere ingannevole, infatti tende sempre a mascherare le sue intenzioni e i suoi sentimenti diventando imperscrutabile. È lui che affida Gareki e Nai a Yogi e Tsukumo, una volta imbarcati sulla Seconda Nave. Porta sempre con sé un bastone da passeggio, che è anche la sua arma speciale. La sua tecnica speciale si chiama "Vacuum" (Vuoto, in latino), e gli permette di tagliare qualsiasi cosa come se usasse delle lame di vento. Ha inoltre la capacità di celare la sua presenza. Come d'uso per i Capitani delle Navi, indossa un alto cilindro con una fascia rossa e un giaccone nero.
Eva (イヴァ?, Eva)
Doppiata da: Yōko Honna
Tenente della Prima Nave della Circus, ha 25 anni. Ha un carattere molto calmo e femminile quando parla con le donne, ma assume un carattere autoritario e maschile quando parla con gli uomini. È molto affezionata a Tsukumo, e spesso picchia Yogi senza motivo. Utilizza come armi delle pietre preziose che, esplodendo, generano un fortissimo lampo di luce che distrugge i Varuga.
Yogi (與儀?, Yogi)
Doppiato da: Mamoru Miyano
Ragazzo biondo di 21 anni, il tipico "bishonen", fa parte della Seconda Nave della Circus ed è ai comandi di Hirato. Allegro e gioviale, adora passare il tempo con i bambini nelle vesti di Nyanperona, un enorme costume da gatto, a distribuire dolcetti. Pur essendo ormai adulto si comporta ancora come un bambino e spesso ha atteggiamenti "svampiti". Si affeziona molto sia a Nai che a Gareki, e dimostra spesso a quest'ultimo il suo affetto (tentando spesso di confortarlo e perfino abbracciarlo), anche se viene sempre picchiato e trattato male da quest'ultimo. Anche se dice che i combattimenti lo rendono nervoso, è un ottimo combattente, nonostante durante la lotta mantenga sempre la sua emotività e sia sempre controllato e mai crudele. Quando rimuove il cerotto che porta sulla guancia, i suoi capelli cambiano colore e tende a diventare molto violento. Le sue armi sono due spade simili a fioretti, con l'elsa a forma di spine di rosa. La sua tecnica si chiama Dornkiste, ("Barriera di Spine", in tedesco), che tramite le lame delle spade infilate nel terreno genera una barriera di spine gigantesca in grado di attaccare il nemico.
Tsukumo (ツクモ?, Tsukumo)
Doppiata da: Aya Endō
Giovane ragazza bionda, dell'età di circa 16 anni, fa parte della Seconda Nave della Circus. Non essendo dotata di grande forza fisica, fa uso della sua agilità e dell'intelligenza per compensare, infatti è un'abilissima acrobata e combattente. È sempre silenziosa e riflessiva e apparentemente sembra fredda verso gli altri, ma in realtà tiene molto a tutti i suoi compagni. Essendo anche molto bella, tende ad essere sottovalutata dai nemici, che poi ne pagano caro prezzo. È molto legata a Eva. A lei e Yogi vengono inizialmente affidati Nai e Gareki.
Tsukitachi (朔?, Tsukitachi)
Doppiato da: Kōji Yusa
Capitano della Prima Nave. Ha un carattere allegro e scanzonato, e non si preoccupa per le piccole cose. Spesso sembra scortese e dice le cose in faccia, ma semplicemente perché ha un carattere aperto e semplice. Ha la stessa età di Hirato. Come d'uso per i Capitani delle Navi, indossa un cilindro (avvolto però da bende), e un cappotto nero.
Jiki (喰?, Jiki)
Doppiato da: Yūichi Nakamura
Combattente della Prima Nave e botanico. Sembra essere innamorato di Tsukumo, e non ha un buon rapporto con Eva. La sua arma è una frusta.
Kiichi (キイチ?, Kiichi)
Doppiata da: Eri Kitamura
Combattente della Prima Nave, dal carattere volitivo e perfezionista, odia essere considerata una perdente. Considera Tsukumo come sua rivale, ha 15 anni e i capelli blu. La sua arma è un'enorme falce con dei cuori.
Doctor
Misterioso medico, il cui nome non è stato ancora rivelato. Lavora sulla Seconda Nave, ha una lunga barba bianca e indossa sempre abiti bianchi e un alto cilindro bianco. Si occupa di curare Nai dopo il suo primo attacco e sembra burbero, ma in realtà si preoccupa molto dei suoi pazienti. Non sopporta Yogi per la sua insistenza.

### Torre di Ricerca
Associazione che si occupa di studiare e analizzare Nai e Gareki, dopo la loro "avventura" nella villa del Varuga Mine. Apparentemente lavora in collaborazione con la Circus.
Akari (烛?, Akari)
Doppiato da: Daisuke Hirakawa
Medico che lavora per il governo. Maniaco del lavoro, spesso urta i nervi degli altri per questa sua attitudine e per il suo carattere freddo e insensibile. Non sembra avere un buon rapporto con Hirato (i due si punzecchiano sempre), e Yogi sembra avere paura di lui. Ricco e dal carattere apparentemente antipatico e stoico, in realtà si preoccupa molto per gli esseri viventi ed è molto gentile, specialmente con Nai.
Azana (アザナ?, Azana)
Doppiata da: Nobuhiko Okamoto
Assistente di Akari, ha lunghi capelli grigi ed originariamente era di stanza alla Life Division, ma ogni tanto aiuta nella Torre di Ricerca. Molto dolce e sbadato, il suo viso è sempre ricoperto di cerotti. La sua famiglia è stata uccisa dai Varuga in passato.

### Kafka
Misteriosa organizzazione, rivale della Circus, che sperimenta e crea i Varuga per qualche strano fine.
Palnedo (パルネド?, Parunedo)
Doppiato da: Masashi Hirose
Padre di Eliska, e ricco CEO di Gald. Apparentemente è anche il leader della misteriosa organizzazione nota come Kafka.
Karoku (嘉禄?, Karoku)
Doppiato da: Sōichirō Hoshi
La persona che Nai cerca senza sosta. Ragazzo di 18 anni, viene descritto da Nai come una persona gentile, ma non si conosce ancora la vera natura del loro legame. È tuttora vivo, ma non si sa dove si trovi attualmente, anche se è abbastanza chiaro che è "ospite" (è ferito) nella villa di Eliska, la figlia di Parnedo, e quindi nelle mani di Kafka. Può inviare, tramite pensieri e onde mentali, dei brevi messaggi a Nai che sembrano sogni; chiama Nai il suo "figlio speciale". Durante l'incidente al Residence Smokey, viene rivelato che esistono due Karoku; uno che è in realtà un falso, e quello reale.
Eliška (エリシュカ?, Erishuka)
Doppiata da: Satomi Satō
Figlia quattordicenne di Palnedo, il CEO di Gald. Viziata e altezzosa, abituata a vivere trattata come una principessa, sembra avere uno stretto legame con il "Karoku" tenuto prigioniero nella sua villa, e tenta di accontentarlo in tutto per farsi amare incondizionatamente. Nonostante sembri una persona semplice, in realtà ordisce piani segreti che non rivela né ad Uro, né a suo padre.
Uro (黒白?, Uro)
Doppiato da: Junichi Suwabe
Uno dei membri di Kafka dai misteriosi poteri. Funge sia da accompagnatore che da balia per Eliska e suo padre (cui serve anche come dottore per controllare il suo stato di salute), e comanda i Varuga.
Kagiri (夏切?, Kagiri)
Doppiato da: Toshiyuki Toyonaga
Kiharu (麒春?, Kiharu)
Doppiato da: Tomoaki Maeno

### Varuga
Esseri creati dall'associazione Kafka, sono esseri umani dotato di capacità sovrumane che assumono aspetto mosturoso. Se si viene a contatto con il sangue di un Varuga, si inizia a mutare e si diventa come loro. Attualmente, solo i membri della Circus possono combattere senza rischi contro i Varuga, data la loro forza sovrumana e le loro capacità speciali.
Miné (麒春?, Mine)
Doppiato da: Sanae Kobayashi
Prima Varuga ad apparire nella storia; una ricca nobildonna che aveva catturato Nai, in cerca di Karoku, per farne il suo schiavo e poi divorarlo. Affronta poi Gareki, venuto in casa sua per rubare e poi salvatore di Nai, tramutandosi in un orrendo Varuga dal viso scheletrico e dalle braccia lunghissime, dotato di forza sovrumana, che non si fa scrupoli ad uccidere e divorare anche le sue stesse guardie del corpo. Dopo l'esplosione della sua villa, viene uccisa da un misterioso emissario di Kafka.
Meiga (麒春?, Meiga)
Doppiato da: Tōru Ōkawa
Il misterioso Varuga che, tempo prima, pagò Tsubaki per far prendere a Tsubame e Yotaka una misteriosa medicina che poi si scoprì essere nient'altro che cellule di Varuga. Alto, d'aspetto quasi comune, con una lunga sciarpa al collo, quando si trasforma da tutto il suo corpo fuoriescono zampe d'insetto. È complice sia nella morte di Tsubaki (ad opera di uno Yotaka trasformato e fuori controllo), sia per la totale trasformazione e successiva morte di Yotaka. Viene poi catturato dai due Capitani Hirato e Tsukitachi ed eliminato.
Delmen (麒春?, Derumen)
Doppiato da: Yoshihisa Kawara
Nima (麒春?, Nima)
Doppiato da: Hiromi Igarashi
Noryokutai
Creature simili a corvi privi di penne, si muovono in branco nella Foresta dei Niji e attaccano Gareki. Inglobano la loro vittima nei loro corpi fondendosi fra loro e divorandola.

### Animali
Hitsuji (羊?, Hitsuji)
Pecore robot che aiutano i membri della Circus nei vari lavori, sia sull'aeronave che negli spettacoli. Sono in grado di parlare, registrare le voci e muoversi a velocità elevata; inoltre hanno braccia estensibili utili per "catturare" i fuggitivi.
Usagi (兎?, Usagi)
Conigli robot che aiutano i membri della Circus nei vari lavori, sia sull'aeronave che negli spettacoli.
Nyanperona (ニャンペローナ?, Nyanperona)
Un enorme gattone giallo, mascotte della Circus. Il costume solitamente viene indossato da Yogi durante le parate; è uno dei personaggi più popolari fra i bambini.
Rissun (リッスン?, Rissun)
Un enorme scoiattolo rosa, l'altra mascotte della Circus.

## Media

### Manga
Il manga, scritto e disegnato da Tōya Mikanagi, è stato serializzato sulla rivista Monthly Comic Zero Sum della Ichijinsha dal 28 agosto 2007 al 28 ottobre 2021. I capitoli sono stati raccolti in ventotto volumi pubblicati dal 25 marzo 2008 al 25 dicembre 2021.
In Italia, la serie è pubblicata da RW Edizioni sotto l'etichetta Goen, nella collana Velvet Collection, dal 31 marzo 2012.

#### Volumi
| 1  | 25 marzo 2008 | ISBN 978-4-7580-5341-9                                                      | 31 marzo 2012     | ISBN 978-88-9734-973-0 |
| 1  | Capitoli - 1. (オープニング?, Ōpuningu) - 2. (指名手配?, Shimei tehai) - 3. (騒音?, Sōon) - 4. (輪?, Sākasu) - 5. (黒い羊?, Kuroi hitsuji) - 6. (かくれんぼ?, Kakurenbo) |                                                                             |                   |                        |
| 2  | 25 settembre 2008 | ISBN 978-4-7580-5369-3                                                      | 26 maggio 2012    | ISBN 978-88-6712-002-4 |
| 2  | Capitoli - 7. (涙?, Namida) - 8. (きみのからだ?, Kimi no karada) - 9. (研案塔?, Ken an Tō) - 10. (二ジの森?, Niji no mori) - 11. (イヴァ?, Iva) - 12. (カラスナにて?, Karasuna nite) |                                                                             |                   |                        |
| 3  | 25 aprile 2009 | ISBN 978-4-7580-5409-6                                                      | 7 luglio 2012     | ISBN 978-88-6712-027-7 |
| 3  | Capitoli - 13. (飛べない翼?, Tobenai tsubasa) - 14. (空を見ろ?, Sora wo miro) - 15. (人魚の瓶?, Ningyo no bin) - 16. (リノル?, Rinoru) - 17. (迷子のユッキン?, Maigo no Yukkin) - 18. (衝突?, Shōtotsu) |                                                                             |                   |                        |
| 4  | 25 settembre 2009 | ISBN 978-4-7580-5444-7                                                      | 22 settembre 2012 | ISBN 978-88-6712-051-2 |
| 4  | Capitoli - 19. (誓い?, Chikai) - 20. (ちいさな声?, Chīsana koe) - 21. (壱號艇?, Ichi gō tei) - 22. (特殊環境?, Tokushu kankyō) - 23. (優しい人?, Yasashī hito) - 24. (自分の場所?, Jibun no basho) |                                                                             |                   |                        |
| 5  | 25 marzo 2010 | ISBN 978-4-7580-5492-8                                                      | 16 marzo 2013     | ISBN 978-88-6712-071-0 |
| 5  | Capitoli - 25. (ヴァントナーム?, Vantonāmu) - 26. (八莉?, Yanari) - 27. (誘拐犯?, Yūkai han) - 28. (暖かな家?, Atatakana ie) - 29. (解けない数式?, Hodokenai sūshiki) - 30. (決断?, Ketsudan) |                                                                             |                   |                        |
| 6  | 25 ottobre 2010 | ISBN 978-4-7580-5552-9                                                      | 25 maggio 2013    | ISBN 978-88-6712-124-3 |
| 6  | Capitoli - 31. (行動開始?, Kōdō kaishi) - 32. (煙の館?, Kemuri no yakata) - 33. (戦線拡大?, Sensen kakudai) - 34. (虹?, Niji) - 35. (嘉禄?, Karoku) - 36. (それぞれの?, Sorezore no) |                                                                             |                   |                        |
| 7  | 25 aprile 2011 (ed. regolare & limitata) | ISBN 978-4-7580-5588-8 (ed. regolare) ISBN 978-4-7580-5589-5 (ed. limitata) | 29 giugno 2013    | ISBN 978-88-6712-136-6 |
| 7  | Capitoli - 37. (クロノメイ?, Kuronomei) - 38. (目覚め?, Mezame) - 39. (記憶のなか?, Kioku no naka) - 40. (君に届くまで?, Kimi ni todoku made) - 41. (距離?, Kyori) - 42. (星空の下?, Hoshizora no shita) |                                                                             |                   |                        |
| 8  | 25 ottobre 2011 | ISBN 978-4-7580-5655-7                                                      | 9 giugno 2018     | ISBN 978-88-6712-262-2 |
| 8  | Capitoli - 43. (拒絶?, Kyozetsu) - 44. (前進?, Zenshin) - 45. (会議中?, Kaigi chū) - 46. (美しい少女?, Utsukushī shōjo) - 47. (いばらの檻?, Ibara no ori) - 48. (再構築?, Sai kōchiku) |                                                                             |                   |                        |
| 9  | 25 aprile 2012 | ISBN 978-4-7580-5698-4                                                      | 21 dicembre 2019  | ISBN 978-88-6712-326-1 |
| 9  | Capitoli - 49. (選択?, Sentaku) - 50. (无?, Nai) - 51. (無防備?, Mubōbi) - 52. (繋ぐ手?, Tsunagu te) - 53. (仲間?, Nakama) - 54. (すぐ側に?, Sugu soba ni) |                                                                             |                   |                        |
| 10 | 25 ottobre 2012 (ed. regolare & limitata) | ISBN 978-4-7580-5746-2 (ed. regolare) ISBN 978-4-7580-5747-9 (ed. limitata) | 7 marzo 2020      | ISBN 978-88-6712-807-5 |
| 10 | Capitoli - 55. (日暈?, Higasa) - 56. (抱擁?, Hōyō) - 57. (空腹?, Kūfuku) - 58. (ナワバリ?, Nawabari) - 59. (銀色の?, Gin'iro no) - 60. (二人はひとつ?, Futari wa hitotsu) |                                                                             |                   |                        |
| 11 | 25 aprile 2013 (ed. regolare & limitata) | ISBN 978-4-7580-5803-2 (ed. regolare) ISBN 978-4-7580-5804-9 (ed. limitata) | 6 giugno 2020     | ISBN 978-88-6712-841-9 |
| 11 | Capitoli - 61. (鬼ごっこ?, Onigokko) - 62. (すてきなくに?, Sutekina kuni) - 63. (孤独な王子?, Kodokuna ōji) - 64. (みつけた?, Mitsuketa) - 65. (メッセージ?, Messēji) - 66. (意思?, Ishi) |                                                                             |                   |                        |
| 12 | 25 ottobre 2013 | ISBN 978-4-7580-5857-5                                                      | 31 ottobre 2020   | ISBN 978-88-6712-935-5 |
| 12 | Capitoli - 67. (幸せの値?, Shiawase no ne) - 68. (招待状?, Shōtaijō) - 69. (ソルジャーズ?, Sorujāzu) - 70. (夢に降る?, Yume ni furu) - 71. (消えない雪?, Kienai yuki) - 72. (嘘と真実?, Uso to shinjitsu) |                                                                             |                   |                        |
| 13 | 25 aprile 2014 (ed. regolare & limitata) | ISBN 978-4-7580-5905-3 (ed. regolare) ISBN 978-4-7580-5906-0 (ed. limitata) | 22 gennaio 2021   | ISBN 978-88-6712-957-7 |
| 13 | Capitoli - 73. (新しい景色?, Atarashī keshiki) - 74. (戻る場所?, Modoru basho) - 75. (侵入の針?, Shin'nyū no hari) - 76. (緊急事態?, Kinkyū jitai) - 77. (美しき光?, Utsukushiki hikari) |                                                                             |                   |                        |
| 14 | 25 ottobre 2014 (ed. regolare & limitata) | ISBN 978-4-7580-5960-2 (ed. regolare) ISBN 978-4-7580-5961-9 (ed. limitata) | 29 gennaio 2021   | ISBN 978-88-6712-996-6 |
| 14 | Capitoli - 78. (この手で?, Kono-te de) - 79. (激戦?, Gekisen) - 80. (モニタールーム?, Monitā Rūmu) - 81. (命の霧?, Inochi no kiri) - 82. (球体?, Kyūtai) - 83. (南の君?, Minami no kimi) |                                                                             |                   |                        |
| 15 | 25 aprile 2015 (ed. regolare & speciale) | ISBN 978-4-7580-3035-9 (ed. regolare) ISBN 978-4-7580-3036-6 (ed. speciale) | 16 aprile 2021    | ISBN 978-88-9284-070-6 |
| 15 | Capitoli - 84. (花の咲く場所?, Hana no saku basho) - 85. (それは野に射す陽にも似て?, Sore wa no ni sasu yō ni mo nite) - 86. (扉の先?, Tobira no saki) - 87. (なりたいもの?, Naritai mono) - 88. (闘員医術師?, Toin ijutsu-shi) - 89. (愛のクッキー?, Ai no Kukkī)                                                            |                                                                             |                   |                        |
| 16 | 24 ottobre 2015 (ed. regolare & speciale) | ISBN 978-4-7580-3120-2 (ed. regolare) ISBN 978-4-7580-3121-9 (ed. speciale) | 16 aprile 2021    | ISBN 978-88-9284-075-1 |
| 16 | Capitoli - 90. (求める意思?, Motomeru ishi) - 91. (白い鳥?, Shiroi tori) - 92. (共有?, Kyōyū) - 93. (先輩?, Senpai) - 94. (ニャンペローナとリボンの旅?, Nyanperōna to Ribon no tabi) - 95. (お土産の日?, Omiyage no hi) |                                                                             |                   |                        |
| 17 | 25 aprile 2016 (ed. regolare & speciale) | ISBN 978-4-7580-3177-6 (ed. regolare) ISBN 978-4-7580-3178-3 (ed. speciale) | 30 aprile 2021    | ISBN 978-88-9284-333-2 |
| 17 | Capitoli - 96. (艇の上?, Tei no ue) - 97. (封じ鬼?, Fūji oni) - 98. (レーベルガンゼ?, Rēberuganze) - 99. (雪の中の花?, Yuki no naka no hana) - 100. (運命の日?, Unmei no hi) - 101. (渡り鳥?, Wataridori) |                                                                             |                   |                        |
| 18 | 25 ottobre 2016 (ed. regolare & speciale) | ISBN 978-4-7580-3233-9 (ed. regolare) ISBN 978-4-7580-3234-6 (ed. speciale) | 24 settembre 2021 | ISBN 978-88-9284-335-6 |
| 18 | Capitoli - 102. (制御不能?, Seigyo funō) - 103. (強風?, Kyōfū) - 104. (呼び声?, Yobigoe) - 105. (白い道?, Shiroi michi) - 106. (キャンディ?, Kyandi) |                                                                             |                   |                        |
| 19 | 25 aprile 2017 (ed. regolare & speciale) | ISBN 978-4-7580-3269-8 (ed. regolare) ISBN 978-4-7580-3270-4 (ed. speciale) | 15 ottobre 2021   | ISBN 978-88-9284-115-4 |
| 19 | Capitoli - 107. (いつかどこかで?, Itsuka dokoka de) - 108. (妹よ?, Imōto yo) - 109. (お兄ちゃん?, Onīchan) - 110. (放浪の医者?, Hōrō no isha) - 111. (真っ白なぬくもり?, Masshirona nukumori) |                                                                             |                   |                        |
| 20 | 25 ottobre 2017 (ed. regolare & speciale) | ISBN 978-4-7580-3316-9 (ed. regolare) ISBN 978-4-7580-3317-6 (ed. speciale) | 29 ottobre 2021   | ISBN 978-88-9284-145-1 |
| 20 | Capitoli - 112. (ともだち?, Tomodachi) - 113. (壊れた歯車?, Kowareta haguruma) - 114. (願いのカタチ?, Negai no katachi) - 115. (お別れ?, Owakare) - 116. (処分?, Shobun) |                                                                             |                   |                        |
| 21 | 25 aprile 2018 (ed. regolare & speciale) | ISBN 978-4-7580-3343-5 (ed. regolare) ISBN 978-4-7580-3344-2 (ed. speciale) | 12 novembre 2021  | ISBN 978-88-9284-165-9 |
| 21 | Capitoli - 117. (ショーの午後?, Shō no gogo) - 118. (繋がるパレード?, Tsunagaru Parēdo) - 119. (巡りあわせ?, Meguri awase) - 120. (崩壊の足音?, Hōkai no ashioto) - 121. (羽ばたき?, Habataki) |                                                                             |                   |                        |
| 22 | 25 ottobre 2018 (ed. regolare & speciale) | ISBN 978-4-7580-3392-3 (ed. regolare) ISBN 978-4-7580-3393-0 (ed. speciale) | 26 novembre 2021  | ISBN 978-88-9284-211-3 |
| 22 | Capitoli - 122. (ゆくえ?, Yukue) - 123. (始まりの扉?, Hajimari no tobira) - 124. (誓いの翼を広げて?, Chikai no tsubasa wo hirogete) - 125. (消えぬ決意?, Kienu ketsui) - 126. (傷跡?, Kizuato) |                                                                             |                   |                        |
| 23 | 25 aprile 2019 (ed. regolare & speciale) | ISBN 978-4-7580-3426-5 (ed. regolare) ISBN 978-4-7580-3427-2 (ed. speciale) | 30 dicembre 2021  | ISBN 978-88-9284-213-7 |
| 23 | Capitoli - 127. (満ちる想い?, Michiru omoi) - 128. (記憶のかけら?, Kioku no kakera) - 129. (パートナー?, Pātonā) - 130. (ほつれた糸?, Hotsureta ito) - 131. (この世界のはじまり?, Kono sekai no hajimari) |                                                                             |                   |                        |
| 24 | 25 ottobre 2019 (ed. regolare & speciale) | ISBN 978-4-7580-3468-5 (ed. regolare) ISBN 978-4-7580-3469-2 (ed. speciale) | 28 gennaio 2022   | ISBN 978-88-9284-235-9 |
| 24 | Capitoli - 132. (調整者?, Chōsei-sha) - 133. (手がかり?, Tegakari) - 134. (さらなる捜査?, Saranaru sōsa) - 135. (この身を裂いて?, Kono mi o saite) - 136. (さあ行こう?, Sāikō) |                                                                             |                   |                        |
| 25 | 25 aprile 2020 (ed. regolare & speciale) | ISBN 978-4-7580-3502-6 (ed. regolare) ISBN 978-4-7580-3503-3 (ed. speciale) | 18 marzo 2022     | ISBN 978-88-9284-133-8 |
| 25 | Capitoli - 137. (再会?, Saikai) - 138. (その出会いは?, Sono deai wa) - 139. (誘い?, Sasoi) - 140. (アロンガの村?, Aronga no mura) - 141. (進化の果ての望み?, Shinka no hate no nozomi) |                                                                             |                   |                        |
| 26 | 24 ottobre 2020 (ed. regolare & speciale) | ISBN 978-4-7580-3552-1 (ed. regolare) ISBN 978-4-7580-3552-1 (ed. speciale) | 29 aprile 2022    | ISBN 978-88-9284-262-5 |
| 26 | Capitoli - 142. (一度きりの?, Ichido kiri no) - 143. (世界の音?, Sekai no oto) - 144. (石ころ?, Ishikoro) - 145. (変革?, Henkaku) - 146. (標なき道?, Shirube naki michi) |                                                                             |                   |                        |
| 27 | 24 aprile 2021 (ed. regolare & speciale) | ISBN 978-4-7580-3599-6 (ed. regolare) ISBN 978-4-7580-3600-9 (ed. speciale) | 13 maggio 2022    | ISBN 978-88-9284-278-6 |
| 27 | Capitoli - 147. (無垢な言の葉?, Mukuna kotonoha) - 148. (こぼれた温度?, Koboreta ondo) - 149. (潜入?, Sen'nyū) - 150. (閉鎖空間?, Heisa kūkan) - 151. (箱庭のそと?, Hakoniwa no so to) - 152. (逃走?, Tōsō) |                                                                             |                   |                        |
| 28 | 25 dicembre 2021 (ed. regolare & speciale) | ISBN 978-4-7580-3687-0 (ed. regolare) ISBN 978-4-7580-3688-7 (ed. speciale) | —                 | ISBN 978-88-9284-916-7 |
| 28 | Capitoli - 153. (泡沫のお姫さま?, Utakata no ohime-sama) - 154. (はじまりの終わり?, Hajimari no owari) - 155. (対立する者?, Tairitsu suru mono) - 156. (突入?, Totsunyū) - 157. (扉の鍵?, Tobira no kagi) - 158. (生贄?, Ikenie) - 159. (化色?, Kairo) - 160. (おかえり、ただいま?, Okaeri, tadaima) - (エピローグ?, Epirōgu) |                                                                             |                   |                        |

### Drama CD
Un drama CD intitolato Karneval Circus fu pubblicato il 25 marzo 2010, per l'etichetta Frontier works.

### Anime
L'anime è stato trasmesso dal 3 aprile al 26 giugno 2013 su Asahi Broadcasting Corporation. È stato licenziato per la messa in onda in streaming da Funimation Entertainment, che ha iniziato la messa in onda l'8 aprile 2013 alle 12:35pm EST. Bandai Visual distribuirà la serie TV in Blu-ray e DVD con sottotitoli in lingua inglese; la pubblicazione del primo volume è in programma per il 28 maggio 2013. Ogni episodio dura 24 minuti.

#### Episodi
| Nº | Titolo italiano (traduzione letterale) Giapponese 「Kanji」 - Rōmaji                                                      | In onda        | In onda |
| Nº | Titolo italiano (traduzione letterale) Giapponese 「Kanji」 - Rōmaji                                                      | Giapponese     |         |
| 1  | Spoletta di sette colori 「なないろ導花線」 - Nana iro shirube hana-sen                                                   | 3 aprile 2013  |         |
| 2  | Il gatto della fortuna 「フォーチュンキャット」 - Fōchun kyatto                                                           | 10 aprile 2013 |         |
| 3  | Picnic fantasma 「幻ピクニック」 - Maboroshi Pikunikku                                                                    | 17 aprile 2013 |         |
| 4  | Ali che non volano 「宵待燕」 - Yoima tsubame                                                                             | 24 aprile 2013 |         |
| 5  | La ricetta del clown 「ピエロの処方箋」 - Piero no shohōsen                                                               | 1º maggio 2013 |         |
| 6  | Le ali alla luce dell'alba 「朝陽の翼」 - Asahi no tsubasa                                                                | 8 maggio 2013  |         |
| 7  | I singhiozzi della sirena e i tre cavalieri 「「マーメイドの溜息」と三人の騎士」 - 'Māmeido no tameki' to sannin no kishi | 15 maggio 2013 |         |
| 8  | Scatola di Neve 「白銀の匣」 - Shirogane no kushige                                                                       | 22 maggio 2013 |         |
| 9  | Rosa blu 「蒼い薔薇」 - Aoi bara                                                                                          | 29 maggio 2013 |         |
| 10 | Le lacrime del miglior domatore di bestie 「猛獣使の泪」 - Mōjū-shi no namida                                             | 5 giugno 2013  |         |
| 11 | La parata del gelato 「アイスクリームパレード」 - Aisukurīmu Parēdo                                                       | 12 giugno 2013 |         |
| 12 | La promessa di Niji 「ニジの約束」 - Niji no yakusoku                                                                     | 19 giugno 2013 |         |
| 13 | Karneval 「カーニヴァル」 - Kānibaru                                                                                      | 26 giugno 2013 |         |

### Internet radio show
Un internet radio show è iniziato il 25 gennaio 2013 su animate.tv, con Hiro Shimono, doppiatore di Nai, come ospite.